# 竹马乡
竹马乡，中国浙江省金华市婺城区下辖的一个鄉。

## 辖区
竹马乡辖有以下地区：
东宅村、西宅村、李经堂村、向家源村、郭店村、姜杨头村、金店村、白竹村、姜衙村、里梅村、古塘里村、汪山头村、邵湖头村、下张家村、联民村和方下店村。

## 名胜
- 金华国际山茶物种园：是目前世界上收集山茶物种最多的地方，园内收集布植了18个组204个山茶物种，占世界山茶物种数量的80%。2003年建成，占地60亩。